# Szczecin Gocław
Szczecin Gocław (do 1945 niem. Stettin Gotzlow, także pol. Szczecin Gocław Osobowy) – przystanek kolejowy położony nieopodal ul. Lipowej, wejście od ul. Koszalińskiej, na osiedlu Gocław. Kilka metrów za przejazdem kolejowo-drogowym znajduje się nastawnia „SW”.

## Informacje ogólne
Przystanek jest zlokalizowany ok. 200 m od nabrzeża Odry w pobliżu Wieży Gocławskiej, przy której prowadzi żółty szlak turystyczny. Około 600 m na północ, przy ul. Nad Odrą, znajduje się także stacja Szczecin Gocław Towarowy. Najbliżej położona jest pętla tramwajowo-autobusowa ZDiTM „Gocław” (linie 6, 58 i 102).

## Plany na przyszłość
W związku z planowanym uruchomieniem Szczecińskiej Kolei Metropolitalnej przeprowadzona ma zostać modernizacja przystanku obejmująca swoim zakresem remont peronów i budowę wiaty, a także utworzenie parkingu dla rowerów.

## Szczecin Gocław Towarowy
Stacja towarowa zlokalizowana przy ul. Nad Odrą, kilka metrów za przejazdem kolejowo-drogowym, nieopodal nastawni „SW”. Do lat 70. czynna także dla ruchu pasażerskiego.

## Zdjęcia

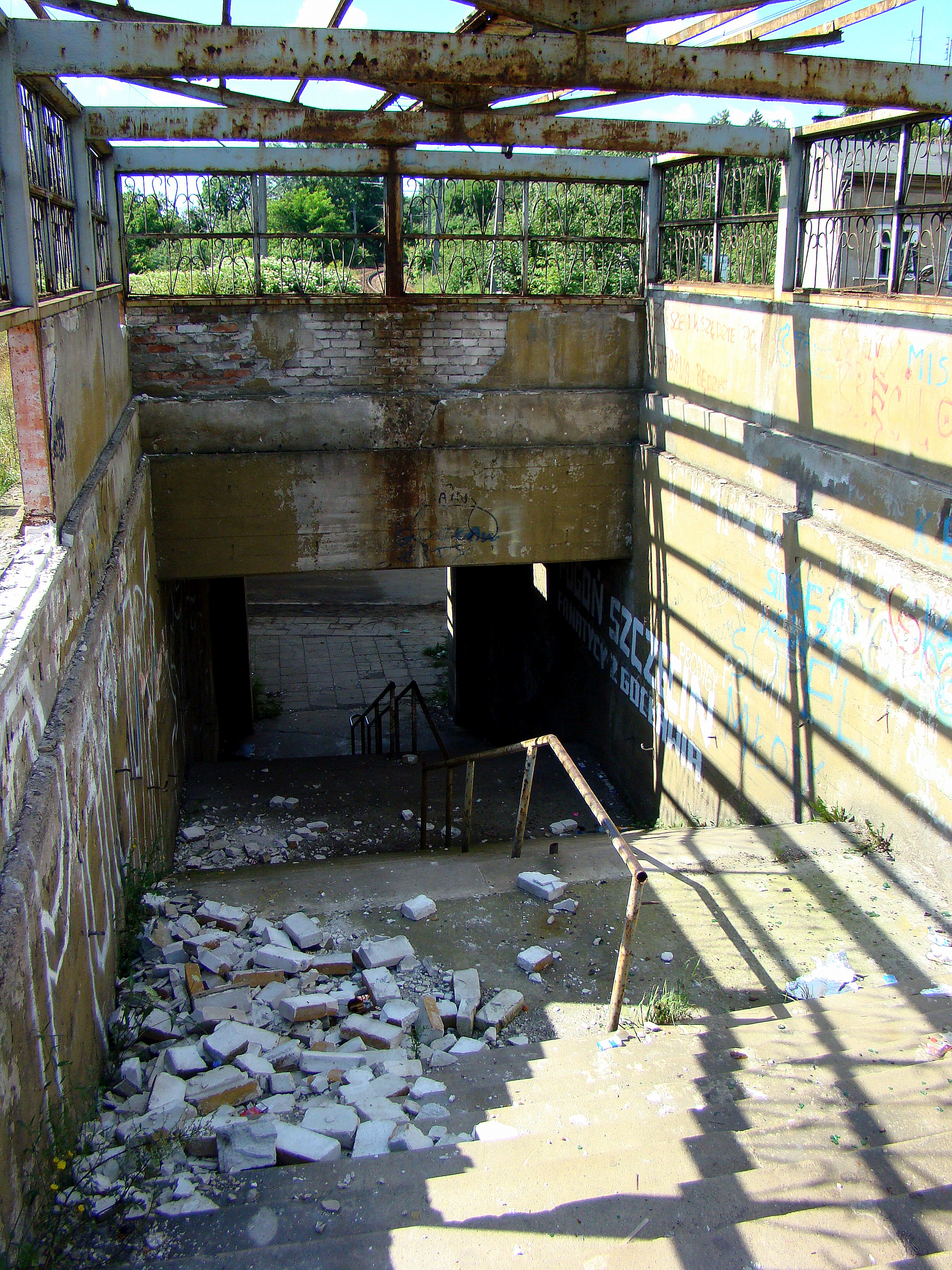
Szczecin Gocław, wejście na przystanek kolejowy.
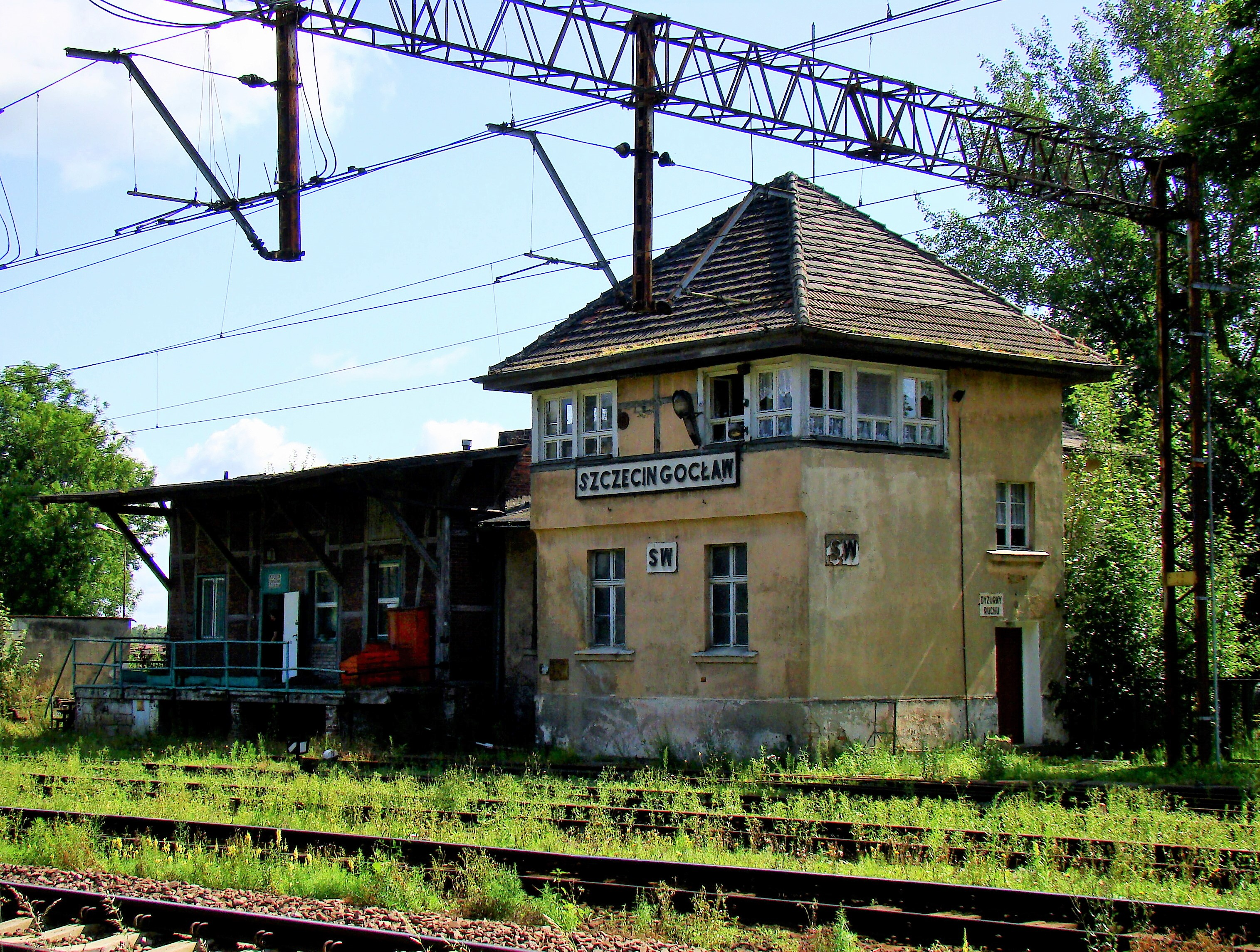
Szczecin Gocław, nastawnia SW.

| Szczecin Gocław                                              |  |                                              |
| Linia 406 Szczecin Główny – Trzebież Szczeciński (13,220 km) |  |                                              |
| Szczecin Golęcinoodległość: 1,539 km                         |  | Szczecin Gocław Towarowy odległość: 0,595 km |